# Leidersbeginsel
Het leidersbeginsel (Führerprinzip) is het beginsel dat de "besluiten in laatste instantie door één man werden genomen en van bovenaf opgelegd [werden] aan de leiders van onder zijn gezag staande organen." Het belang van de groep, het collectief of de natie gaat in deze visie altijd boven het belang van het individu (collectivisme) en dit hogere belang wordt verpersoonlijkt in de leider aan wie men onvoorwaardelijke gehoorzaamheid en trouw verschuldigd is. 
Er is een militair aandoende hiërarchie van leiders waarbij lager geplaatsten kritiekloos hebben te gehoorzamen aan hun superieuren. Die superieuren hebben hierdoor een onbeperkte bevoegdheid, maar zijn zelf onvoorwaardelijke gehoorzaamheid verschuldigd aan de leiders die weer boven hen staan. Wanneer een leider zwak of corrupt is, zou een sterker of rechtschapener leider hem mogen afzetten en vervangen, zoals een roedel wolven of leeuwen ook zwakkere mannetjes laat uitstoten door sterkere. Op deze wijze zou het gebrek aan 'democratische' controle van hogere organen dan worden gecompenseerd. Democratische besluitvorming past niet in dit model: dit is alleen maar "vertragend geleuter" volgens de meeste fascisten. 
Het leidersbeginsel is een belangrijk aspect van het fascisme. Fascistische landen en organisaties zijn meestal piramidaal gestructureerd met één sterke man aan het hoofd. Vaak kennen leiders van fascistische dictaturen zichzelf de titel 'leider' toe. Zo noemde Benito Mussolini zich il Duce, Adolf Hitler der Führer, Francisco Franco el Caudillo en Ante Pavelić poglavnik.
Een voorbeeld van de werking van het leidersbeginsel was de reactie van Hitler wanneer hem klachten bereikten over corrupte of slechte leiders. Hij weigerde de betreffende leider ter verantwoording te roepen, maar nodigde de lokale partijkring uit de betreffende leider af te zetten. Dit illustreert overigens de wijze waarop de leiders, waaronder Adolf 
Hitler, zichzelf in het zadel hielden. Ondergeschikten werden tegen elkaar opgezet, en wanneer zich een conflict voordeed hield de leider zich afzijdig. Slechts wanneer zich een winnaar aftekende zou de leider ten slotte "van zijn hemelse troon afdalen" om de winnaar te steunen.